# Carlo Garbarino
Carlo Garbarino (Alessandria, 14 aprile 1914 – ...) è stato un calciatore italiano, di ruolo attaccante.

## Carriera
Esordì in Serie A con l'Alessandria il 27 gennaio 1935 nell'incontro esterno perso dai grigi per 4-1 contro la Fiorentina.
La stagione seguente passa all'Andrea Doria in terza serie, militandovi due stagioni a cui ne segue una con la Valenzana.
Nel 1938 passa in cadetteria per giocare con il Casale e le due stagioni seguenti in terza serie prima con il Tigullia e poi con l'Asti.
Nel 1941 ritorna all'Alessandria, società in cui militerà sino al Campionato Alta Italia 1944, chiuso al nono posto del girone ligure-piemontese.